# Trump International Hotel and Tower (Chicago)
Trump International Hotel and Tower (Chicago) (hrv. Međunarodni hotel i toranj Trump, ali poznati i pod nazivima Trumpov toranj u Chicagu, ili samo Trumpov toranj) neboder je u Chicagu, u SAD-u. 

## Gradnja
U srpnju 2001. godine američki poduzetnik Donald Trump obznanio je da će u Chicagu graditi neboder visine 460 metara, što je tada trebao biti najveći neboder na svijetu. Međutim, nakon terorističkih napada na New York 11. rujna iste godine odlučeno je da se izmjeni prvotni plan te da zgrada bude visine 327 metara, s ukupno 78 katova. Ipak, kasnije je dolazilo do dodatnih promjena planova.
Radovi su započeli u ožujku 2005. godine, a završeni su 3. siječnja 2009. Vrijednost izgradnje objekta iznosila je 847 milijuna USD.

## Odlike
Ukupna visina zgrade iznosi 415 m (341 m iznosi visina krova, a 415 m visina je zgrade s antenom) te ima 98 katova. Nakon Sears Towera, koji je također smješten u Chicagu, drugi je po visini neboder u SAD-u. Ukupna površina prostora u objektu iznosi 242 000 četvornih metara. Za prijevoz putnika koristi se 27 dizala. Prostor je iskorišten za razne svrhe, tako se u zgradi nalaze maloprodajni prostori, restorani, barovi, garaže, uredski prostori, zatvoreni bazen sa sunama i uslugama masaže te luksuzni hotel s 339 soba.